# Tambakroto (Sayung)
Tambakroto is een bestuurslaag in het regentschap Demak van de provincie Midden-Java, Indonesië. Tambakroto telt 2555 inwoners (volkstelling 2010).